# Louis Michotte

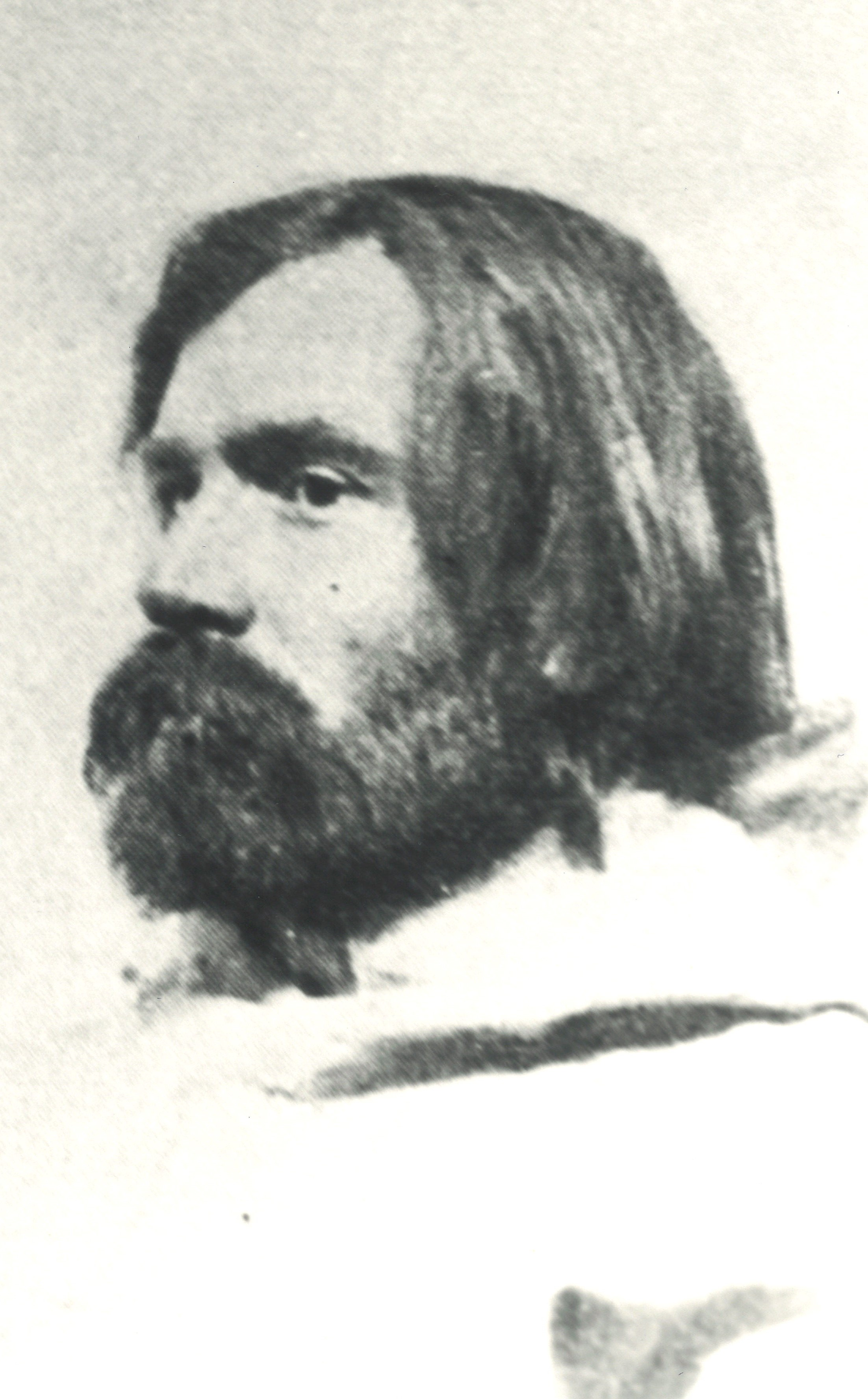
Portret van Louis Michotte

Louis Michotte (Brussel, 1868 – Antwerpen, 1926) was een Belgisch ontdekkingsreiziger die deelnam aan de Belgische Antarctische expeditie van 1897-1899 onder leiding van Adrien de Gerlache.

## Belgische Antarctische expeditie
Niet lang na zijn dienst in het Franse vreemdelingenlegioen in Algiers diende Louis Michotte een aanvraag in bij Adrien de Gerlache om deel uit te maken van de Belgica-expeditie. Initieel was Michotte aangenomen als steward op het schip, maar na een muiterij toen het schip in december 1897 te Punta Arenas was aangemeerd, waarbij de originele kok, Albert Lemonnier en zijn vervanger Jan van Damme, van het schip werden gezet, werd Michotte aangesteld als kok.
Uit de verschillende dagboeken van de bemanningsleden, kwam naar voor dat Michotte niet de nodige aanleg had voor te koken. Ondanks zijn gebrek aan kookkunsten, werd Michotte toch geapprecieerd door het gezelschap, hij werd door hen beschreven als een ijverig en gedienstig persoon die steeds vol goede moed zat. Naast zijn taak als kok, deed hij samen met Frederick Cook ook dienst als barbier aan boord.
Op 28 februari 1898 kwam de Belgica vast te zitten in het ijs, waarin het bijna een jaar zou blijven. Tijdens de poolnacht verslechterden de gemoederen aan boord en vertoonden enkele bemanningsleden symptomen van scheurbuik door het gebrek aan vers eten, waaronder ook Louis Michotte.
Na zijn terugkomst nam Michotte samen met de Gerlache nog mee aan de Belgica-expeditie naar Oost-Groenland.